# Liste der Bodendenkmäler in Markt Wald
Auf dieser Seite sind die Bodendenkmäler in dem schwäbischen Markt Markt Wald zusammengestellt. Diese Tabelle ist eine Teilliste der Liste der Bodendenkmäler in Bayern. Grundlage ist die Bayerische Denkmalliste, die auf Basis des Bayerischen Denkmalschutzgesetzes vom 1. Oktober 1973 erstmals erstellt wurde und seither durch das Bayerische Landesamt für Denkmalpflege geführt wird. Die folgenden Angaben ersetzen nicht die rechtsverbindliche Auskunft der Denkmalschutzbehörde.

## Bodendenkmäler in Markt Wald

### Bodendenkmäler in der Gemarkung Anhofen
| Lage               | Objekt | Akten-Nr.     | Bild |
| ------------------ | --- | ------------- | ---- |
| Anhofen (Standort) | Burgstall des Mittelalters.                                                                                       | D-7-7829-0025 |      |
| Anhofen (Standort) | Grabhügel vorgeschichtlicher Zeitstellung.                                                                        | D-7-7829-0026 |      |
| Anhofen (Standort) | Grabhügel vorgeschichtlicher Zeitstellung.                                                                        | D-7-7829-0027 |      |
| Anhofen (Standort) | Mittelalterliche und frühneuzeitliche Befunde im Bereich der Katholischen Filialkirche St. Ulrich in Steinekirch. | D-7-7829-0085 |      |
| Anhofen (Standort) | Frühneuzeitliche Befunde im Bereich der Katholischen Wallfahrtskapelle St. Antonius von Padua in Schnerzhofen.    | D-7-7829-0093 |      |

### Bodendenkmäler in der Gemarkung Immelstetten
| Lage                    | Objekt | Akten-Nr.     | Bild |
| ----------------------- | --- | ------------- | ---- |
| Immelstetten (Standort) | Mittelalterliche und frühneuzeitliche Befunde im Bereich der Katholischen Pfarrkirche St. Vitus in Immelstetten. | D-7-7829-0079 |      |

### Bodendenkmäler in der Gemarkung Markt Wald
| Lage                  | Objekt | Akten-Nr.     | Bild |
| --------------------- | --- | ------------- | ---- |
| Markt Wald (Standort) | Burgstall des Mittelalters.                                                                                            | D-7-7829-0003 |      |
| Markt Wald (Standort) | Mittelalterliche und frühneuzeitliche Befunde im Bereich des ehemaligen Schlosses in Markt Wald.                       | D-7-7829-0081 |      |
| Markt Wald (Standort) | Mittelalterliche und frühneuzeitliche Befunde im Bereich der Katholischen Pfarrkirche Mariä Himmelfahrt in Markt Wald. | D-7-7829-0082 |      |

### Bodendenkmäler in der Gemarkung Oberneufnach
| Lage                    | Objekt                                                                                  | Akten-Nr.     | Bild |
| ----------------------- | --------------------------------------------------------------------------------------- | ------------- | ---- |
| Oberneufnach (Standort) | Frühneuzeitliche Befunde im Bereich der Katholischen Kapelle St. Josef in Oberneufnach. | D-7-7829-0092 |      |